# Epitome Iuliani
L’Epitome di Giuliano (o Epitome Iuliani) è una raccolta ad uso privato di 124 novelle compendiate, tratte dalle Novellae di Giustiniano, probabilmente realizzata per scopi didattici in epoca tardo-antica.
È una delle due opere con cui sono state tramandate le Novellae di Giustiniano. Altra fonte di diffusione delle Novellae è costituita dall'Authenticum, una  raccolta comprendente 134 costituzioni nel testo integrale e con traduzione latina del testo in greco, il quale costituiva presso la scuola di Bologna il quinto volume dei libri legales (in cui era diviso nella scuola di Bologna il Corpus iuris civilis), detto Volumen parvum, che fu preferito da Irnerio.